# Ripipteryx difformipes
Ripipteryx difformipes är en insektsart som beskrevs av Lucien Chopard 1956. Ripipteryx difformipes ingår i släktet Ripipteryx och familjen Ripipterygidae. Inga underarter finns listade i Catalogue of Life.